# Juliomys pictipes
Juliomys pictipes is een zoogdier uit de familie van de Cricetidae. De wetenschappelijke naam van de soort werd voor het eerst geldig gepubliceerd door Osgood in 1933.

## Voorkomen
De soort komt voor in Brazilië en Argentinië.